# Бонцевич Сергій Степанович
Сергі́й Степа́нович Бонце́вич — солдат 40-го батальйону територіальної оборони «Кривбас» Збройних сил України, загинув в ході російсько-української війни.

## Життєпис
Народився 1981 року в місті Інгулець (Кривий Ріг, Дніпропетровська область).
Стрілець-помічник гранатометника, 40-й батальйон територіальної оборони «Кривбас».
10 серпня 2014-го, прикриваючи групу, потрапив у засідку, загинув від кулі снайпера — несумісне з життям поранення в голову. Тоді ж загинув вояк «Кривбасу» Олександр Палій та два із «Правого сектору» — Олег Тарасюк й Анатолій Федчишин.
Вдома залишилися батьки. 14 серпня 2014 року в Кривому Розі відбувся похорон його та Дмитра Білецького, у місті оголошено день жалоби.

## Нагороди та вшанування
За особисту мужність і героїзм, виявлені у захисті державного суверенітету та територіальної цілісності України, вірність військовій присязі під час російсько-української війни
- нагороджений орденом «За мужність» III ступеня (26.2.2015, посмертно).
- на будинку, де він проживав, встановлено меморіальну дошку.
- його портрет розміщений на меморіалі «Стіна пам'яті полеглих за Україну» у Києві: секція 2, ряд 10, місце 24.
- нагороджений «Іловайським Хрестом» (посмертно).
- вшановується на щоденному ранковому церемоніалі вшанування захисників України, які загинули за свободу, незалежність і територіальну цілісність нашої держави[1]